# Il giardiniere (miniserie televisiva)
Il Giardiniere (El jardinero) è una serie televisiva thriller spagnola creata da Miguel Sáez Carral. Il cast principale è composto da Álvaro Rico, Catalina Sopelana e Cecilia Suárez.

## Trama
Il giardiniere racconta la storia di Elmer, un ragazzo che in seguito di un grave incidente automobilistico ha perso la capacità di provare emozioni. Elmer conduce una vita piatta e priva di stimoli all'interno del vivaio e centro di giardinaggio gestito dalla mamma autoritaria, China Jurado detta “La China”.
In realtà sotto la copertura del vivaio si nasconde un'altra fiorente ed illegale attività sotterranea di omicidi su commissione. 
Uccidere è facile per Elmer, privo di emozioni, che si comporta come un freddo sicario capace di uccidere in segreto persone sotto commissione, sbarazzandosi dei loro corpi come fertilizzante per le piante.
Tuttavia, mentre progetta l'omicidio di Violeta, un'affascinante maestra d'asilo, l'equilibrio psichico del ragazzo si rompe e inaspettatamente Elmer si innamora di lei tornando a provare emozioni dopo tantissimo tempo. 
Mentre Elmer lentamente impara ad amare, sua madre fa tutto il possibile per porre fine alla vita di Violeta.

## Episodi
| nº | Titolo                    | Pubblicazione  |
| -- | ------------------------- | -------------- |
| 1  | Paesaggio atlantico       | 11 aprile 2025 |
| 2  | Germinazione dei semi     | 11 aprile 2025 |
| 3  | Substrato organico        | 11 aprile 2025 |
| 4  | Disinfestazione           | 11 aprile 2025 |
| 5  | Isola di decomposizione   | 11 aprile 2025 |
| 6  | Calendario delle potature | 11 aprile 2025 |

## Personaggi e interpreti
- Elmer (interpretato da Álvaro Rico) è un giardiniere e botanico con una pressoché completa incapacità di elaborare le emozioni in seguito a un incidente automobilistico subito da bambino. L'incidente ha danneggiato una parte del suo cervello, il lobo frontale destro, compromettendo la sua capacità di provare emozioni. Di conseguenza, Elmer vive la sua esistenza come se avesse inserito il pilota automatico: niente gioia, niente tristezza, niente amore. Elmer è però in grado di compiere operazioni di omicidio su commissione, organizzate dalla madre.
- La China Jurado (interpretata da Cecilia Suárez) è la madre di Elmer. È la complice di Elmer, la mente criminale che gestisce la losca attività di omicidi su commissione; è lei che ha il compito di trovare i clienti e farsi pagare a caro prezzo per le loro operazioni criminali.
- Violeta (interpretata da Catalina Sopelana) è un'insegnante di scuola elementare, che Sabela Costeira ritiene responsabile della morte del figlio.
- Sabela (interpretata da Emma Suárez) è una donna che crede fermamente che Violeta sia responsabile della morte di suo figlio Xoan e quindi ne commissiona l'assassinio a La China Jurado.
- Torres (interpretato da Francis Lorenzo) è un ufficiale della polizia di Pontevedra che indaga sugli omicidi locali insieme a Carrera.
- Carrera (interpretata da María Vázquez) è un'ufficiale della polizia di Pontevedra, che indaga sugli omicidi insieme a Torres.
- Tony (interpretato da Ivan Massagué) è un poliziotto.
- Xoàn (interpretato da Javier Morgade) è un poliziotto.
- Orson (interpretato da Esteban Roel) è un sicario incaricato da La China.

## Produzione
Il Giardiniere è una produzione della società DLO Producciones per Netflix. È stato creato da Miguel Sáez Carral, scritto da Sáez Carral e Isa Sánchez e diretto da Mikel Rueda e Rafa Montesinos.
Il 19 dicembre 2023, Netflix ha annunciato che stava per lanciare la serie, creata da Miguel Sáez Carral con protagonista Álvaro Rico, Cecilia Suárez e Catalina Sopelana.
I luoghi delle riprese includevano Pontevedra, Cambados, Vilagarcía de Arousa, Tomiño, Ribeira, Toledo e Madrid.

## Accoglienza
La serie su Netflix ha riscosso da subito un enorme successo.
Secondo la giornalista Marianna Ciarlante che l'ha recensita su Today, la serie attrae in quanto appartenente al genere thriller, che da anni ormai attrae un pubblico sempre più vasto di persone; inoltre la serie si presenta come un ibrido, contenendo diverse sfumature appartenenti ad altri generi televisivi, spaziando dal crime, alla commedia romantica fino al dramma familiare.
Il giornalista Luca Sottimano nella sua recensione su Iodonna ritiene che Il giardiniere sia eccessivamente tutto bianco/nero, cattivo/buono, e che le atmosfere della serie cerchino da una parte l’effetto sensazionalistico e dall’altra una facile commozione, mancando di approfondire situazioni e personaggi.
Il giardiniere è stato definito da Rafael Sánchez Casademont un piacere proibito che offre molti spunti soddisfacenti e divertenti, grazie al protagonista psicopatico senza cuore (che ricorda Dexter) e una trama familiare intricata come La casa de las flores.